# Cheillé
Cheillé ist eine französische Gemeinde mit 1.859 Einwohnern (Stand: 1. Januar 2022) im Département Indre-et-Loire in der Region Centre-Val de Loire. Sie gehört zum Arrondissement Tours und zum Kanton Chinon. Die Einwohner werden Cheiblaisois genannt.

## Geographie
Cheillé liegt etwa 25 Kilometer südwestlich von Tours in der Touraine. Umgeben wird Cheillé von den Nachbargemeinden Azay-le-Rideau im Norden, Saché im Osten, Villaines-les-Rochers im Osten und Südosten, Avon-les-Roches und Panzoult im Süden, Rivarennes im Westen sowie Bréhémont im Nordwesten.

## Bevölkerungsentwicklung
| Jahr                       | 1962 | 1968 | 1975 | 1982 | 1990 | 1999 | 2006 | 2018 |
| Einwohner                  | 1192 | 1224 | 1310 | 1230 | 1191 | 1283 | 1497 | 1799 |
| Quellen: Cassini und INSEE |      |      |      |      |      |      |      |      |

## Sehenswürdigkeiten
- Kirche Saint-Didier aus dem 12. Jahrhundert
- 200-jährige Kastanie
- Schloss La Coir-au-Berruyer, ursprünglich aus dem 12. Jahrhundert, im 16. Jahrhundert umgebaut, Monument historique seit 1932
- Schloss L’Islette, Monument historique
- Schloss La Ploquinière

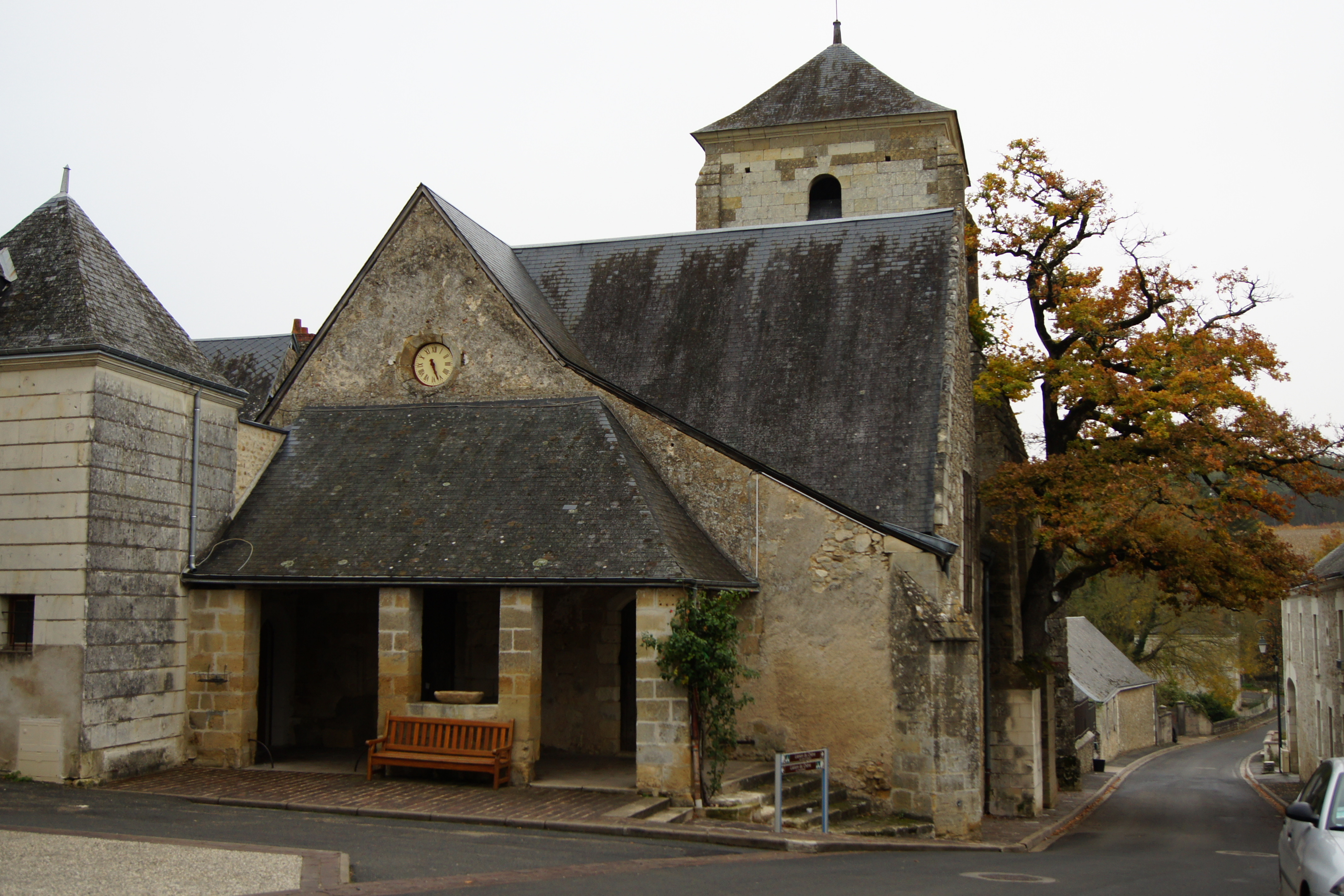
Kirche Saint-Didier
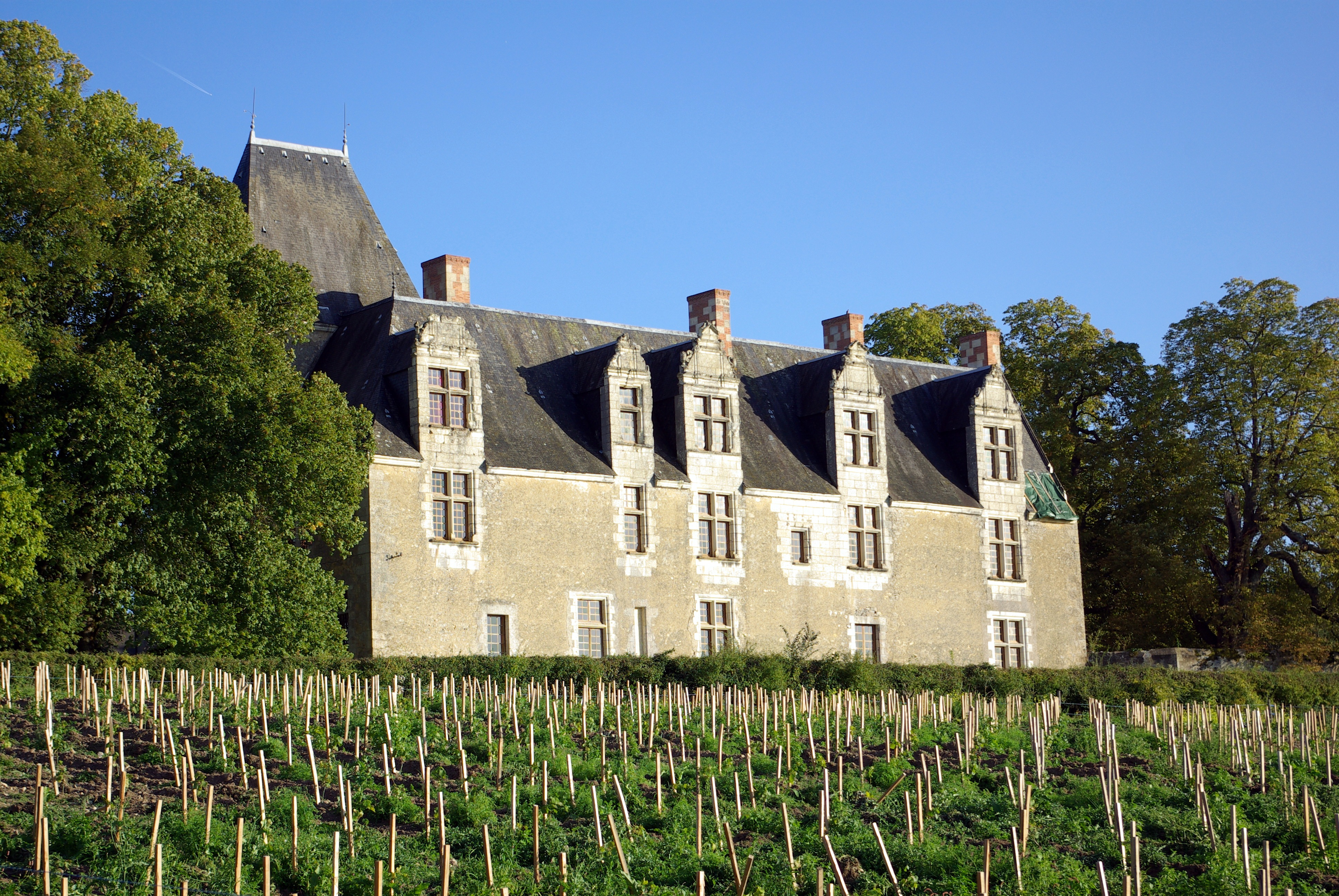
Schloss La Coir-au-Berruyer
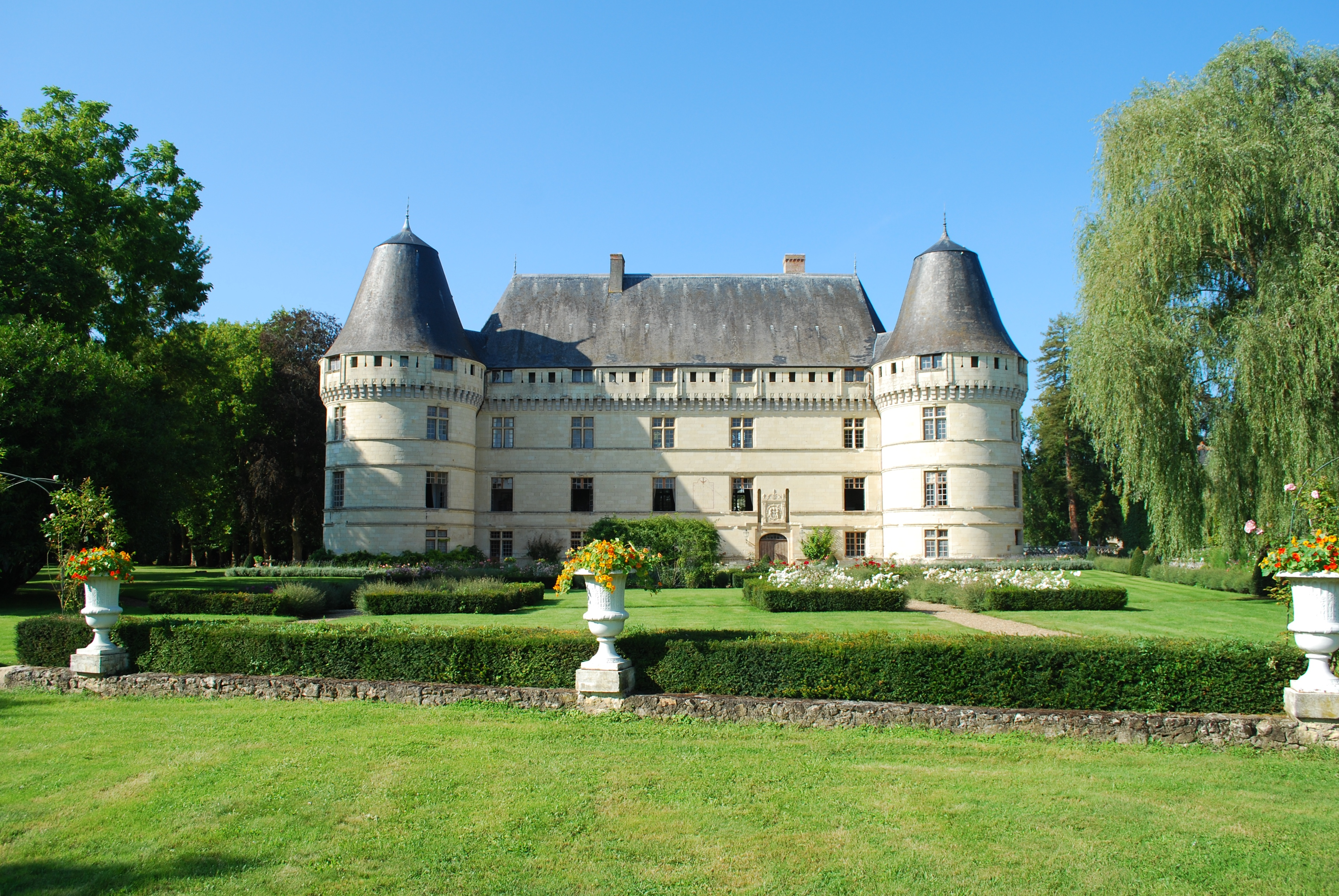
Schloss L’Islette
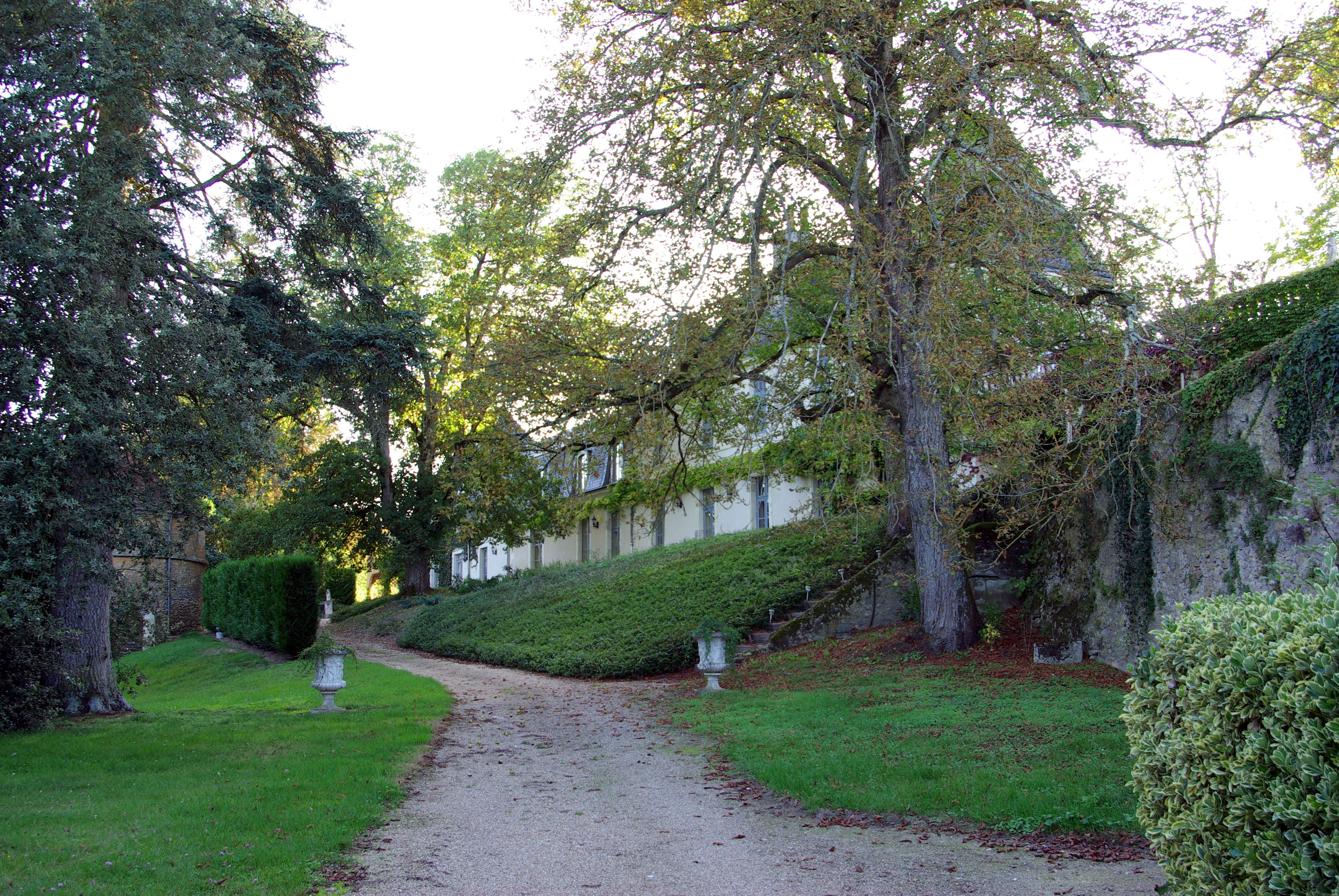
Schloss La Ploquinière

## Gemeindepartnerschaften
Mit folgenden Gemeinden bestehen Partnerschaften:
- Lasne, Belgien
- Croston, Vereinigtes Königreich
- Nisa, Portugal
- Dubiecko, Polen